# 單鏈去氧核糖核酸病毒域
單鏈去氧核糖核酸病毒域（學名：Monodnaviria）又名單鏈DNA病毒域，是國際病毒分類委員會2020年版分類中所設立的6個病毒域（Realm）之一，包含了單鏈DNA病毒，如人類乳頭瘤病毒。

## 分類
本域包含四個界如下：
- 洛布病毒界 Loebvirae
- 桑格病毒界 Sangervirae
- 称德病毒界 Shotokuvirae
- 特拉帕尼病毒界 Trapavirae

## 外部連結
- International Committee on Taxonomy of Viruses (ICTV) （页面存档备份，存于）